# Назаров Дмитро Валентинович
Дмитро Назаров (азерб. Dimitri Nəzərov, нар. 4 квітня 1990, Тайиншинський район) — азербайджанський футболіст, нападник клубу «Ерцгебірге Ауе».
Виступав, зокрема, за клуби «Айнтрахт» II та «Карлсруе СК», а також національну збірну Азербайджану.

## Клубна кар'єра
На юнацькому рівні виступав за клуби «Ворматія» (Вормс) та «Кайзерслаутерн».  У дорослому футболі дебютував 2009 року виступами за команду клубу «Кайзерслаутерн II», в якій провів один сезон, взявши участь у 22 матчах чемпіонату. Своєю грою за цю команду привернув увагу представників тренерського штабу клубу «Айнтрахт» II, до складу якого приєднався влітку 2010 року. Відіграв за дублерів франкфуртського клубу наступні два сезони своєї ігрової кар'єри та відзначився 11-ма голами. Влітку 2012 року переїхав до клубу «Пройсен Мюнстер». У першому матчі сезону проти «Вакер» (Бургхаузен) відзначився 1 голом та однією гольовою передачею, таким чином відіграв ключову роль у перемозі свого клубу з рахунком 2:0. 
Напередодні початку сезону 2013/14 років уклав контракт з клубом «Карлсруе СК», який мав бути чинним до 30 червня 2016 року. У складі «Карлсруе СК» провів наступні три роки своєї кар'єри гравця. Більшість часу, проведеного у складі «Карлсруе», був основним гравцем атакувальної ланки команди. По завершенні сезону його контракт не було продовжено.
До складу клубу «Ерцгебірге Ауе» приєднався 2016 року, підписавши контракт з представником Другої Бундесліги на два роки. Відтоді встиг відіграти за команду з Ауе 19 матчів в національному чемпіонаті.

## Виступи за збірну
У вересні 2012 року Берті Фогтс вийшов на контакт з Назаровим і запропонував йому виступати за збірну Азербайджану. Оскільки Дмитро народився в СРСР й мав німецький паспорт, то крім німецької збірної мав право представляти й будь-яку іншу республіку колишнього СРСР. На матч кваліфікації до Чемпіонату світу проти Росії Назаров отримав вперше виклик до збірної Азербайджану. Проте Футбольна асоціація Азербайджану вчасно не змогла оформити для нього азербайджанський паспорт, отож Дмитро не зміг дебютувати у збірній. Нарешті, 27 травня 2014 року він дебютував у складі національної збірної Азербайджану у товариському матчі проти США. Дебютним голом за азербайджанців відзначився 9 вересня 2014 року у програному (1;2) поєдинку кваліфікації Євро 2016 проти Болгарії. 26 березня 2017 року Назаров відзначився «голом престижу» у програному в Баку з рахунком 1:4 матчі проти Німеччини. Цей гол став Першим для Дмитра у кваліфікації до чемпіонату світу 2018 року. Наразі провів у формі головної команди країни 23 матчі, забивши 6 голів.

## Статистика у збірній
| національна збірна Азербайджану | національна збірна Азербайджану | національна збірна Азербайджану |
| Рік                             | Матчі                           | Голи                            |
| ------------------------------- | ------------------------------- | ------------------------------- |
| 2014                            | 7                               | 1                               |
| 2015                            | 7                               | 3                               |
| 2016                            | 8                               | 1                               |
| 2017                            | 1                               | 1                               |
| Загалом                         | 23                              | 6                               |

### Голи у збірній
Станом на 3 червня 2016 року. Результат та голи Азербайджану знаходяться початку, у колонці рахунок вказано зіна рахунку в матчі після кожного голу Назарова.
| Но. | Дата            | Місце                              | Матч | Суперник  | Рахунок | Результат | Змагання      |
| --- | --------------- | ---------------------------------- | ---- | --------- | ------- | --------- | ------------- |
| 1   | 9 вересня 2014  | Баксель Арена, Баку, Азербайджан   | 4    | Болгарія  | 1–1     | 1–2       | кв. ЄВРО 2016 |
| 2   | 28 березня 2015 | Тофік Бахрамов, Баку, Азербайджан  | 8    | Мальта    | 2–0     | 2–0       | кв. ЄВРО 2016 |
| 3   | 7 червня 2015   | НВ Арена, Санкт-Пельтен, Австрія   | 9    | Сербія    | 1–1     | 1–4       | Товариський   |
| 4   | 10 жовтня 2015  | Тофік Бахрамов, Баку, Азербайджан  | 13   | Італія    | 1–1     | 1–3       | кв. ЄВРО 2016 |
| 5   | 3 червня 2016   | Рорбах, Рорбах-на-Ляфніці, Австрія | 18   | Канада    | 1–1     | 1–1       | Товариський   |
| 6   | 26 березня 2017 | Тофік Бахрамов, Баку, Азербайджан  | 23   | Німеччина | 1–1     | 1–4       | кв. ЧС 2018   |